# Шелби (округ Маком, Мичиген)
Шелби (енгл. Shelby, Macomb County) град је у америчкој савезној држави Мичиген.

## Демографија
По попису из 2000. године број становника је 65.159.
| Група             | 2000.          | 2010.    |
| Белци             | 61.122 (93,8%) | 0 (0,0%) |
| Афроамериканци    | 553 (0,8%)     | 0 (0,0%) |
| Азијати           | 1.374 (2,1%)   | 0 (0,0%) |
| Хиспаноамериканци | 1.112 (1,7%)   | 0 (0,0%) |
| Укупно            | 65.159         | 0        |